# Löbtauer Straße
Die Löbtauer Straße ist eine etwa 1,6 Kilometer lange Innerortsstraße in Dresden. Sie verbindet die Stadtteile Friedrichstadt und Löbtau miteinander und ist mit den sich beiderseits anschließenden Verkehrszügen Weißeritzstraße und Tharandter Straße eine bedeutende Achse zwischen der Dresdner Innenstadt und den südwestlichen Stadtteilen sowie den außerhalb Dresdens gelegenen Orten im Döhlener Becken.

## Verlauf

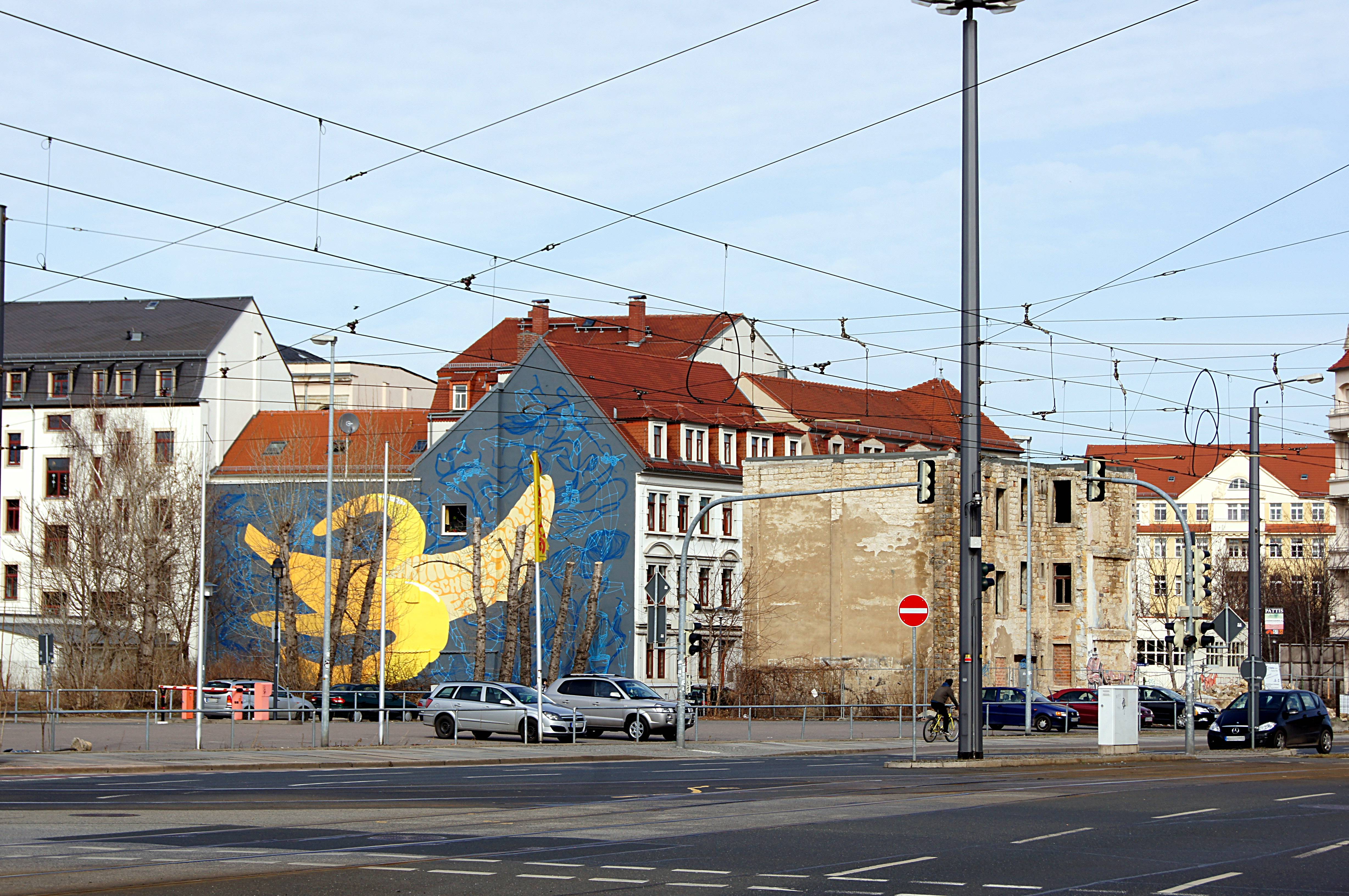
Beginn der Löbtauer Straße am Koreanischen Platz

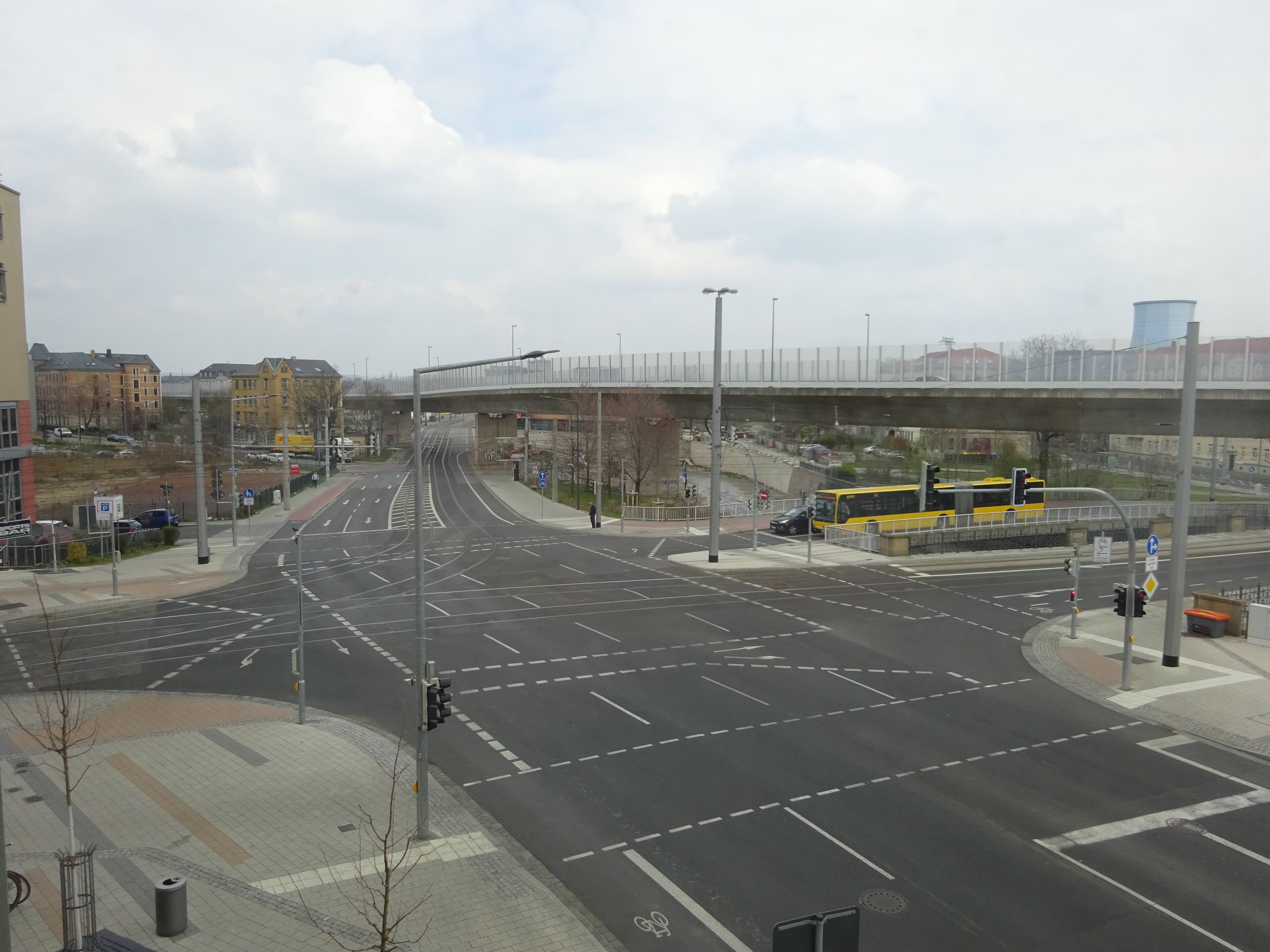
Die Löbtauer Straße (aus dem Hintergrund kommend) endet in Löbtau

Die Straße setzt den Verlauf der am Koreanischen Platz (Kreuzung mit Schäfer- und Schweriner Straße) in der Friedrichstadt endenden Weißeritzstraße nach Südwesten fort. Kurz nach dem Koreanischen Platz unterquert sie die beiden Verbindungskurven der hier an der Bahnstrecke Děčín–Dresden-Neustadt endenden Bahnstrecke Berlin–Dresden. Nach der Kreuzung mit der Fröbelstraße und der dahinter gelegenen ÖPNV-Haltestelle Cottaer Straße werden die bisher durch einen Mittelstreifen getrennten Richtungsfahrbahnen wieder zusammengeführt. Die Löbtauer Straße führt nun durch den Südosten der Friedrichstadt. An der Kreuzung mit der Hirschfelder Straße und der Bodelschwinghstraße geht sie auf Löbtauer Flur über.
Anschließend ist die Löbtauer Straße Teil des Verkehrsknotens Löbtau. Die einmündende Wernerstraße bindet zur Kesselsdorfer Straße Richtung Wölfnitz und Naußlitz an. Über Emerich-Ambros-Ufer und Columbusstraße besteht Anschluss an die auf der Löbtauer Brücke geführte Bundesstraße 173 Richtung Cotta und Gorbitz. Zwischen Emerich-Ambros-Ufer und Kesselsdorfer Straße ist die Löbtauer Straße als Staatsstraße 194 klassifiziert.
An der Kreuzung mit der Kesselsdorfer und der Freiberger Straße geht sie in die Tharandter Straße über, die sich Richtung Plauen, Dölzschen und Freital fortsetzt.

## Geschichte
Der Weg zwischen der Dresdner Friedrichstadt und der bis 1903 eigenständigen Gemeinde Löbtau wurde zunächst Vor dem Löbtauer Schlag genannt. Der Löbtauer Schlag befand sich nahe der heutigen Schäferstraße und war Einnahmestelle für ortsübliche Abgaben. Er wurde nach der dortigen Schäferei auch Schäferschlag genannt, weshalb auch der Name Vor dem Schäferschlag für den Weg gebräuchlich war.
Die Löbtauer Straße war bis 1903 durch die Stadtgrenze zweigeteilt, der städtische Abschnitt erhielt im Jahr 1940 den Namen Löbtauer Straße, der sich anschließende Teil auf Löbtauer Flur wurde ab 1877 wiederum Dresdner Straße genannt. Mit der Eingemeindung Löbtaus erhielt der komplette Straßenzug die heutige Bezeichnung.
Bis Ende des 19. Jahrhunderts verlief die Löbtauer Straße parallel zur Weißeritz, deren Unterlauf erst 1891 bis 1893 außerhalb der Innenstadt neu kanalisiert wurde, um Bauland und Platz für die Verbreiterung der Bahnstrecke vom Hauptbahnhof nach Dresden-Neustadt zu gewinnen. Bereits zuvor hatte die Ansiedlung erster Industriebetriebe und damit verbunden der Bau von Mietshäusern entlang der Löbtauer Straße und Umgebung begonnen.
Am 3. Juli 1898 wurde eine Pferdestraßenbahn von der Weißeritzstraße über die Löbtauer/Dresdner und Plauensche Straße (Tharandter Straße) bis zur Bienertmühle eröffnet. Bereits im Jahr darauf wurde auf elektrischen Betrieb umgestellt.
Der durch Columbusstraße, Eichendorffstraße und Löbtauer Straße gebildete Platz in Löbtau wurde als „Columbusplatz“ (zuvor Dresdner Platz) bezeichnet. Obwohl die Straßenverläufe nicht verändert wurden, tritt der Platz, auch durch die fehlende bauliche Fassung, heute nicht mehr als solcher in Erscheinung.
Durch die Luftangriffe auf Dresden im Februar 1945 erlitten Bebauung und Straßenbahn entlang der Löbtauer Straße zahlreiche Schäden. Während die Straßenbahn recht zeitig wieder verkehren konnte, werden die entstandenen Lücken und Brachflächen im Straßenbild größtenteils erst seit 1990 wieder beseitigt. Nach 2000 erfuhr der Abschnitt zwischen Schäfer- und Fröbelstraße im Zusammenhang mit der Anbindung von Coventrystraße/Bramschtunnel über die Fröbelstraße den Ausbau auf die heutige Straßenraumbreite.
Während des Hochwassers 2002 trat die Weißeritz über die Ufer, das Wasser folgte dem ursprünglichen Flussbett entlang der Löbtauer Straße in die Innenstadt. Die im „Weißeritzknick“ gelegene Brücke der Löbtauer Straße wurde stark beschädigt und erhielt einen Ersatzneubau. Zwischen Cottaer und Kesselsdorfer Straße war aufgrund des Hochwassers vom 12. August 2002 bis zur Wiedereröffnung nach Beseitigung aller Flutschäden im Februar 2007 kein Straßenbahnbetrieb möglich.

## Bebauung

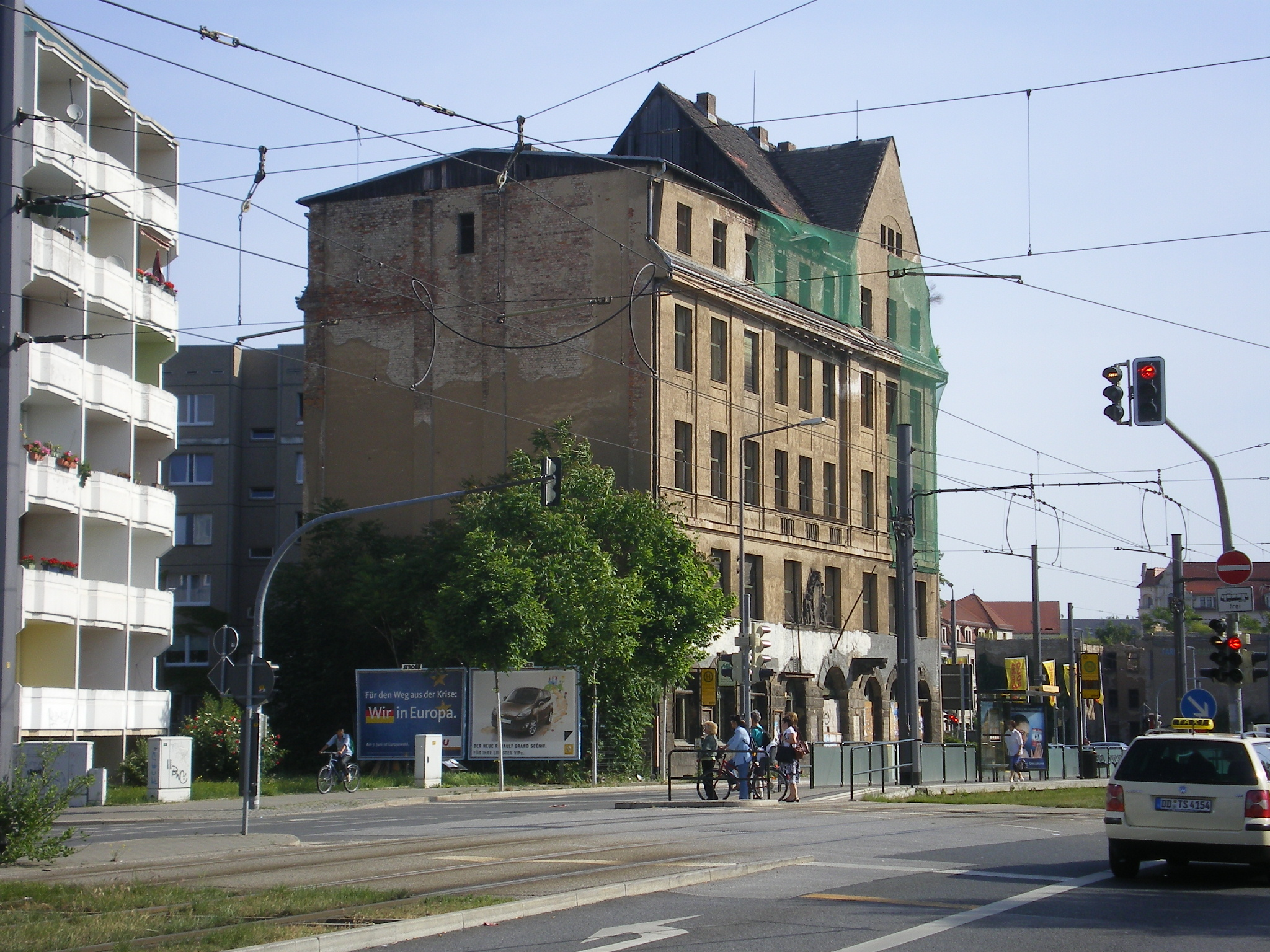
Stadthaus Friedrichstadt (2009)

Zwischen der heutigen Schäferstraße und Berliner Straße befand sich die städtische Schäferei, die dem Schäferschlag ihren Namen gab und 1900 abgerissen wurde. An ihrer Stelle entstand in den Jahren 1907 bis 1908 das Stadthaus Friedrichstadt nach Plänen Hans Erlweins. Das schlicht gehaltene Gebäude mit der Adresse Löbtauer Straße 2 war Standort verschiedener städtischer Einrichtungen, darunter eine Polizeiwache, die städtische Meldestelle und eine Filiale der Stadtsparkasse. Die oberen Stockwerke wurden bewohnt. Nach Beschädigungen während der Luftangriffe konnte das Gebäude erhalten werden und wurde weiterhin genutzt, aufgrund von Baumängeln steht es seit Ende der 1980er Jahre leer.
Zwischen Berliner Straße und der Bahnbrücke entstand 1991 bis 1994 ein Bürokomplex, der bis 2012 unter anderem vom Amtsgericht Dresden genutzt wurde. Dieses Gelände war bis dahin weitgehend unbebaut. Gegenüber befindet sich seit 2006 das „Fanhaus“ der SG Dynamo Dresden, auf dieser Straßenseite wurde 2013 zwischen Löbtauer, Schweriner und Roßthaler Straße anstelle einer Brachfläche ein Park angelegt. Im Bereich der Bahnstrecke bestand seit 1893 der städtische Straßenbauhof, an den die dort verlaufende Bauhofstraße erinnert. Die verbliebene Fläche im Gleisdreieck der zwei Bahnstrecken ist heute als Parkplatz für das Kraftwerk Mitte ausgewiesen.
Nach Unterquerung der Bahnstrecke ist die Bebauung der Löbtauer Straße bis zur Fröbelstraße lockerer und weniger städtisch, Gelände für Betriebe und Versorgung herrschen vor. Zwischen Bauhof-, Floßhof- und Fröbelstraße bestand bis zum Zweiten Weltkrieg ein nahezu geschlossenes Wohnquartier. Einzelne Gebäude aus dieser Zeit sind erhalten geblieben und werden seit den 2010er Jahren wieder durch Neubauten ergänzt. An der Löbtauer Straße 29 (Ecke Fröbelstraße) wurde in den 1980er Jahren ein Arbeiterwohnheim für den Bau des Hotels Bellevue errichtet, in dem 1990 das erste neu genehmigte Bordell der Stadt betrieben wurde. Nach einem Brand Ende der 1990er Jahre stand das in Plattenbauweise errichtete Gebäude leer und wurde 2010 abgerissen. Danach erwarb die städtische Wohnungsgesellschaft das Grundstück und errichtete dort bis Mitte 2023 Sozialwohnungen.

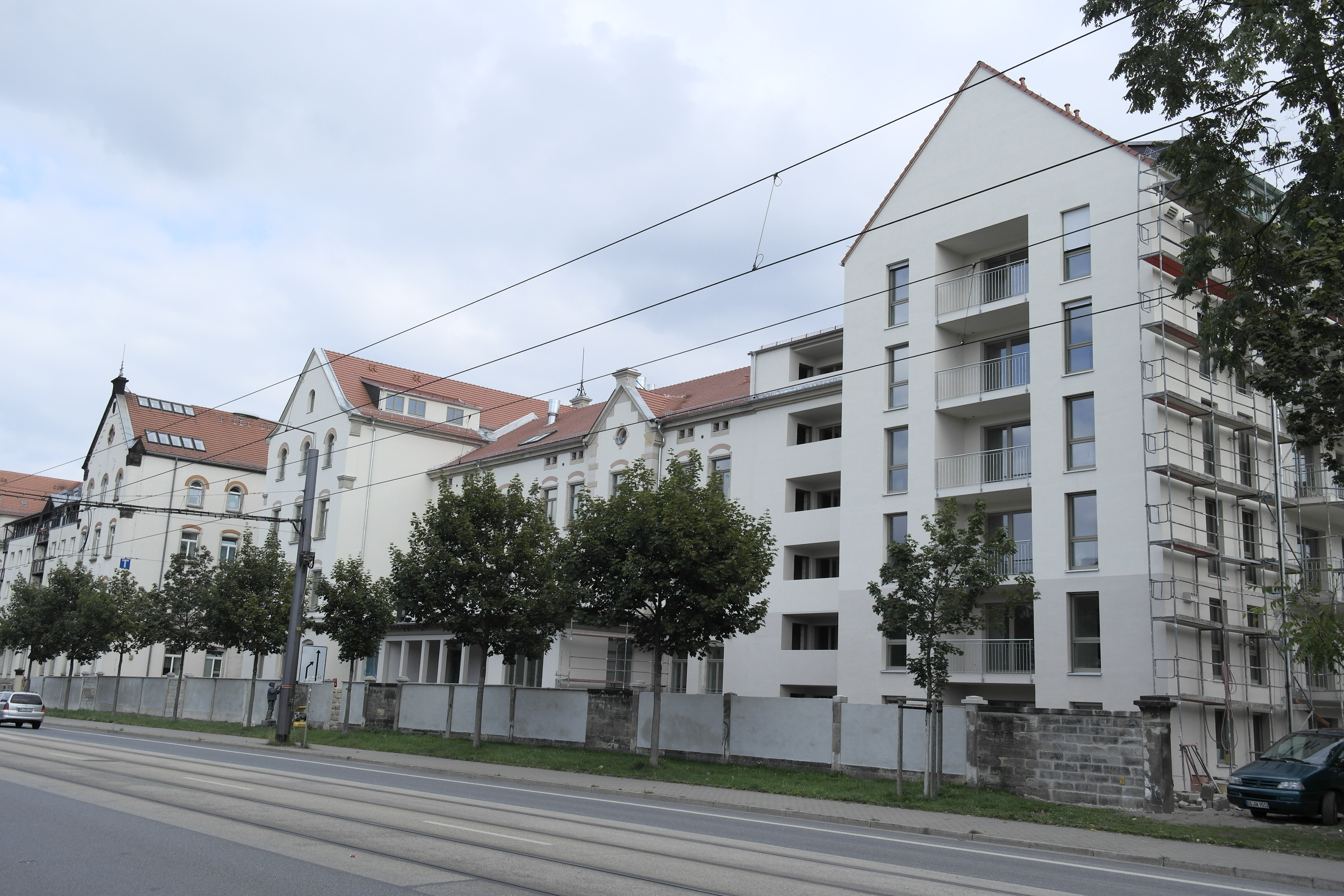
Pflegeheim und Geriatrische Klinik an der Löbtauer Straße

Schon seit Mitte des 19. Jahrhunderts befanden sich zwischen der heutigen Fröbel- und Altonaer Straße Richtung Freiberger Straße medizinische Einrichtungen. Es bestand eine Pflegeeinrichtung für geistig und körperlich Behinderte, aus der 1888 das „Städtische Siechhaus“ hervorging. Der fortlaufend erweiterte Komplex an der Löbtauer Straße 31/33 bestand aus fünf- bis sechsgeschossigen Einzelgebäuden und einem dazwischenliegenden Park. Er wurde ab 1902 Städtische Heil- und Pflegeanstalt und ab 1930 Stadtkrankenhaus Löbtauer Straße genannt und 1945 teilweise zerstört. Nach partiellem Wiederaufbau war es ab 1953 wieder städtisches Pflegeheim. Seit 1990 wird es privat weitergeführt, die denkmalgeschützten Gebäude wurden saniert und durch An- und Neubauten ergänzt.
An der Ecke Cottaer Straße befindet sich ein nach 1990 errichteter Bürokomplex. Der Bereich zwischen Cottaer und Altonaer Straße wird seit Ende der 2010er Jahre wieder vermehrt zum Wohnen genutzt. So entstand an der dem Bürogebäude gegenüberliegenden Ecke der Cottaer Straße ein neues Wohngebäude, an der Ecke Altonaer Straße das „Carreé Löbtau“ mit etwa 150 Wohnungen. Dort wurden zuvor noch bestehende ruinöse Altbauten abgerissen. An der Kreuzung Altonaer Straße befand sich bis 1923 das Betriebsgelände des Sächsischen Serumwerks Dresden in Gebäuden der ehemaligen Gambrinus-Brauerei. Zu DDR-Zeiten wurde das Gelände durch den VEB Verkehrskombinat Dresden genutzt.
Zwischen Altonaer und Hirschfelder Straße erstreckt sich das Betriebsgelände des Kupplungswerks Dresden, zur Löbtauer Straße hin ein langgezogener zweigeschossiger Funktionsbau, dessen Treppenaufgänge mit Betonformsteinen gestaltet sind. Die Geschichte des Unternehmens geht bis ins 19. Jahrhundert zurück. Das Gelände an der Löbtauer Straße war ursprünglich nur ein Werk von insgesamt fünf in Dresden und Freital.
Die „Alpenschänke“, auch „Pumpenhäuschen“ genannt, befand sich direkt an der Stadtgrenze, später Ecke Bodelschwinghstraße. Dort wurden die Einfuhrzölle nach Dresden erhoben, außerdem gab es die namensgebende Gastwirtschaft im Haus sowie eine Außenstelle des städtischen Marstalls. Im Jahr 1905 wurde das Gebäude abgerissen, heute ist die Fläche unbebaut. Der Marstall war noch bis in die 1930er Jahre an der Löbtauer Straße ansässig. Das daneben befindliche Gelände (Löbtauer Straße 70) gegenüber dem Kupplungswerk ist seit 1951 Verwaltungssitz des städtischen Friedhofs- und Bestattungswesens.

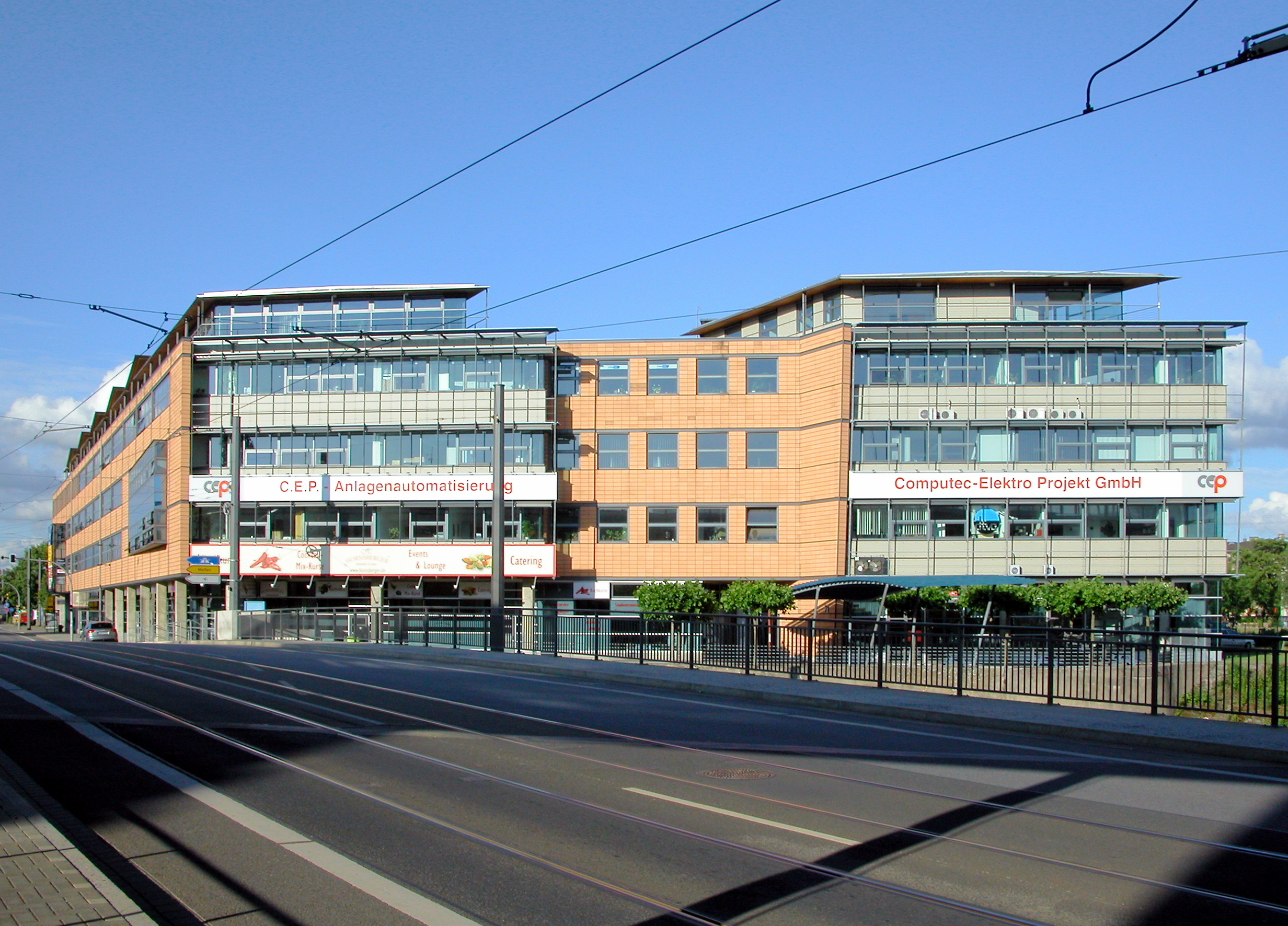
Gründer- und Gewerbezentrum

Auf dem Gelände zwischen Wernerstraße und Weißeritz links der Löbtauer Straße hatte von 1862 bis in die 1930er Jahre die Schokoladenfabrik Lobeck ihre Produktionsstätte. Später produzierte ein Zweigbetrieb des Sachsenwerks an dieser Stelle Elektromaschinen. Im Jahr 1999 entstand auf der Fläche ein Gründer- und Gewerbezentrum (Löbtauer Straße 67).
Zwischen Weißeritz und Kesselsdorfer Straße in Löbtau war die Löbtauer Straße wieder vermehrt mit Wohn- und Geschäftshäusern bebaut. Das letzte erhaltene Gebäude befindet sich an der Columbusstraße 2 am damaligen Columbusplatz. Die Löbtauer Straße ist in diesem Bereich, auch durch die für den Bau der Löbtauer Brücke erforderlichen Abrisse letzter erhaltener Gebäude, nicht mehr angebaut.

## Verkehr

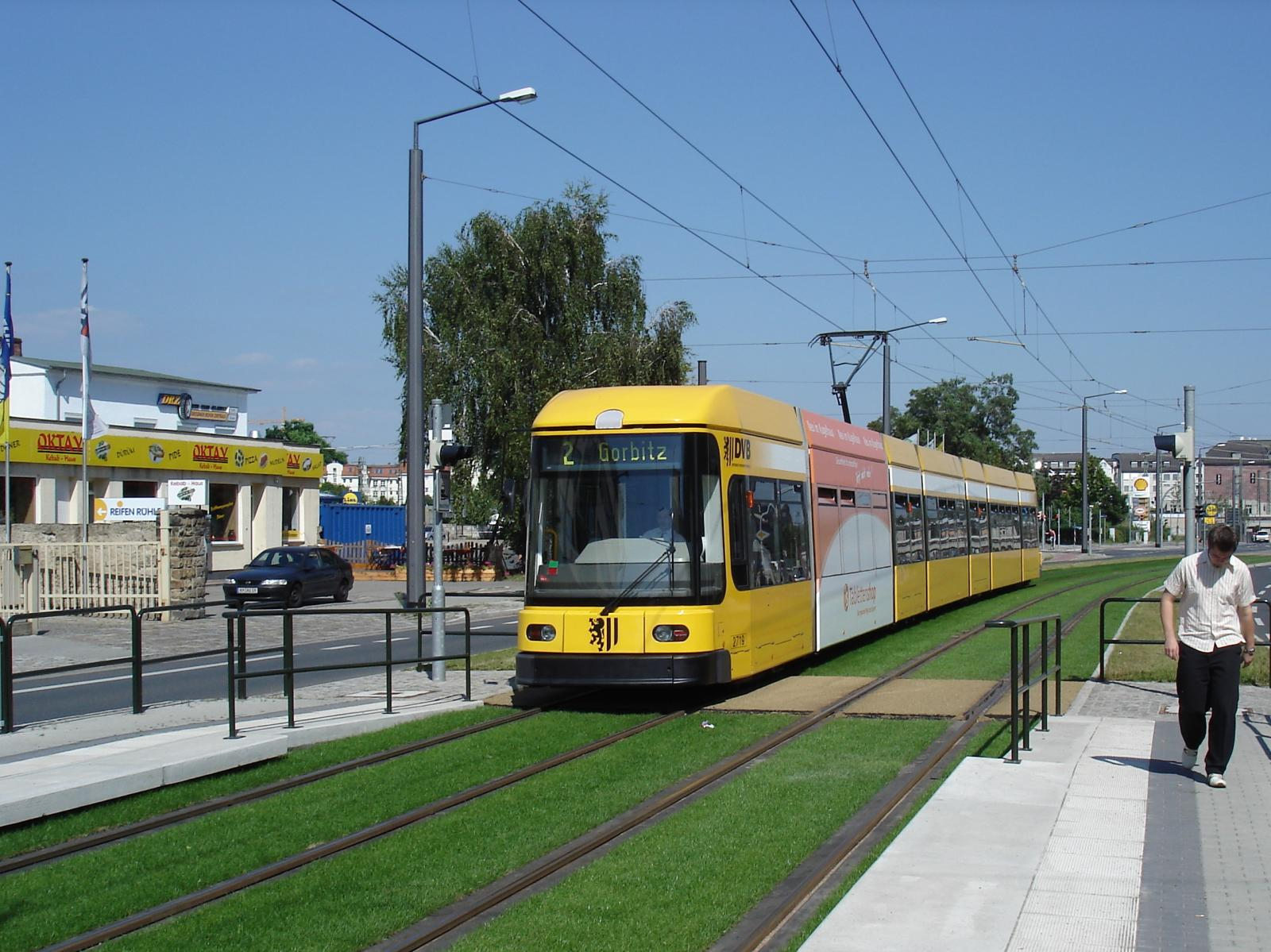
Straßenbahnlinie 2 kurz vor der Haltestelle Cottaer Straße

Entlang der Löbtauer Straße verläuft die Straßenbahnstrecke von der Friedrichstadt nach Löbtau. An der Kreuzung Cottaer Straße zweigt die in den 1920er Jahren errichtete Strecke Friedrichstadt–Cotta–Wölfnitz ab. An der Kesselsdorfer Straße endet die Strecke an der Verbindung Postplatz–Wölfnitz über Freiberger Straße. Die Fortsetzung über die Tharandter Straße in Richtung Plauen besteht nicht mehr. Haltestellen bestehen an Koreanischem Platz, Cottaer Straße und Wernerstraße. Bedient werden diese von den Straßenbahnlinien 2 und 6 der Dresdner Verkehrsbetriebe.
Der Straßenabschnitt zwischen Koreanischem Platz und Fröbelstraße wird täglich von etwa 22.500 Kfz befahren. Zwischen Fröbelstraße und Kesselsdorfer Straße ist die Verkehrsbelastung mit etwa 15.000 Kfz pro Tag deutlich geringer. Der Anteil des Schwerlastverkehrs liegt bei 2 bis 4 Prozent. Die Löbtauer Straße ist nahezu durchgängig vierspurig befahrbar, zwischen Koreanischem Platz und Fröbelstraße bestehen zwei markierte Fahrstreifen pro Richtung, die Straßenbahn hat einen eigenen Bahnkörper. Ab Fröbelstraße wird sie auf der Fahrbahn im Mischverkehr geführt.